# کانال ۲ (استونی)
کانال ۲ (انگلیسی: Kanal 2) یک شبکه تلویزیونی عمومی در کشور استونی است که در ۱ اکتبر ۱۹۹۳ تاسیس شده‌است.